# Nina (Namibia)
Nina ist eine Ansiedlung in der Region Khomas im zentralen Landesteil Namibias. Nina liegt ca. 130 km südöstlich von Windhoek. Der Ort ist über die Landstraßen MR51 und D1423 an das namibische Straßennetz angeschlossen.
Es handelt sich um eine typische Streusiedlung, die aus mehreren Einzelsiedlungen besteht. Die Farmen sind weiträumig über die gesamte, die Ansiedlung umgebende landwirtschaftliche Nutzfläche verteilt.  Nina besitzt einen kleinen Flugplatz.
Unweit nordwestlich befindet sich die Arnhem-Höhle.